# 重松通雄
重松 通雄（しげまつ みちお、1916年9月16日 - 1979年12月16日）は、愛媛県出身のプロ野球選手（投手）・コーチ・監督。
NPBにおけるアンダースロー第1号ともいわれる。

## 来歴・人物
越智中学校から広島県呉市の呉海軍工廠電気部に所属し、11チームあった同社の硬式野球部の電気部エースとして「オール呉」が編成されるといつも選抜された。また、1936年に創設された現行プロ野球に名乗りを上げたが、加盟は認められなかった名古屋市の球団「セントラル・シティ」に偽名で登録し、数試合投げていた。しかし、試合後に酒を飲んで警察に拘留された件で呉工廠への復帰が閉ざされ、先に阪急入りしていた倉本信護から阪急入団テストの話を聞いてテストに合格し、1936年に創立したばかりの阪急軍に入団すると、三宅大輔監督からアンダースローへの変更を言い渡される。
1939年に自身初の二桁勝利となる13勝を挙げる。同年11月25日に行われた東西対抗戦では第2戦に先発し、東軍打線を千葉茂の四球１つのみに抑えるノーヒットノーランを達成している。第4戦にも中継ぎとして登板するが、水原茂にソロホームランを許し敗戦投手となっている。
1940年、東西対抗戦で監督を務めていた名古屋金鯱軍監督・石本秀一の誘いで、シーズン途中に金鯱軍に移籍。これは1936年に金鯱軍の三塁手だった黒田健吾を阪急に引き抜かれたことへの報復だという。しかし阪急の代表だった村上実がこれに激怒。金鯱軍代表・山口勲との間で論戦を繰り広げた。1年近くの論戦のすえ、鈴木龍二と親交が深かった大審院判事の井上登の裁定で、阪急の言い分が認められた。このことがプロ野球の問題に第三者が判定を下した最初の事例であるという。
1941年に召集される。
1942年、石本が監督を務める大洋軍(重松が誘いを受けていた名古屋金鯱軍と翼軍の合併チーム)でプロ野球に復帰する。
1944年に再召集された。
1947年に金星スターズで日本プロ野球に復帰した。
1950年は西日本パイレーツに在籍し、同年に引退した。
1951年からパイレーツと合併した西鉄ライオンズの二軍監督に就任した後も西鉄で一軍投手コーチを務める。
1969年までコーチとして在籍する。
1970年から1976年まではスカウトを務めた。二軍監督・コーチ時代は鉄拳制裁をも辞さない指導から「鬼軍曹」として恐れられ、後に自身も鬼軍曹として知られる河村英文の著書『西鉄ライオンズ―最強球団の内幕』でも当時のエピソードが取り上げられている。河村は二軍時代、口答えしたとして重松に「右のフック一発、左のストレートが一発、計二発の往復パンチ」を浴びたが、その直後に重松は殴った理由を整然と語り、河村も納得して「鉄拳がお互いの気持ちを通じ合わせるなんて、なんとすばらしいことか」と書いた。一方でコーチ晩年となった1969年には、「最近は怒ることが少なくなってきた」と大和球士は記している。また、河村の同書では重松が「日本初のアンダースロー投手である」という旨の発言をしたエピソードも紹介されている（日本初のアンダースロー投手については、西鉄時代の同僚である武末悉昌説もある）。アンダースローからカーブ、シュートを武器とした。
なお、日本プロ野球は1937年 - 1940年、1942年 - 1944年に、規定投球回ではなく規定登板数を採用していたが（1939年は規定完投数）、重松は1937年秋シーズンに防御率7.20を記録している。これは、現在も規定投球回（規定登板（完投）数）到達者としてはプロ野球のワースト記録となっている（1年1シーズン、および規定投球回制の下でのワースト記録は、2004年に斉藤和巳が記録した6.26）。
病気のためにスカウトを辞めた後は、地元・福岡で中学の野球チームのコーチを務めた。町内のソフトボールチームも作り、監督兼投手としても活躍。
1979年12月16日死去。翌年、市大会で優勝した中学生チームが遺影の前に優勝旗を供えたエピソードが残っている。戒名は「大通院球道覚真居士」。
「鬼軍曹」として知られた一方で、自宅に若手投手を住まわせ家族総出で面倒をみるあたたかい一面もあった(主な選手に同郷の島原幸雄がいる)。
1984年11月25日に行われた、西鉄時代の監督だった三原脩の追悼試合では重松の遺族が出席している。

## 詳細情報

### 年度別投手成績
| 年 度     | 球 団         | 登 板 | 先 発 | 完 投 | 完 封 | 無 四 球 | 勝 利 | 敗 戦 | セ 丨 ブ | ホ 丨 ル ド | 勝 率 | 打 者 | 投 球 回 | 被 安 打 | 被 本 塁 打 | 与 四 球 | 敬 遠 | 与 死 球 | 奪 三 振 | 暴 投 | ボ 丨 ク | 失 点 | 自 責 点 | 防 御 率 | W H I P |
| --------- | ------------- | ----- | ----- | ----- | ----- | -------- | ----- | ----- | -------- | ----------- | ----- | ----- | -------- | -------- | ----------- | -------- | ----- | -------- | -------- | ----- | -------- | ----- | -------- | -------- | ------- |
| 1936秋    | 阪急          | 9     | 7     | 2     | 0     | 0        | 3     | 2     | --       | --          | .600  | 230   | 55.1     | 35       | 0           | 29       | --    | 3        | 14       | 0     | 1        | 14    | 12       | 1.95     | 1.16    |
| 1937春    | 阪急          | 23    | 12    | 4     | 0     | 0        | 6     | 3     | --       | --          | .667  | 470   | 105.2    | 78       | 3           | 76       | --    | 5        | 26       | 1     | 0        | 45    | 31       | 2.64     | 1.46    |
| 1937秋    | 阪急          | 11    | 5     | 1     | 0     | 0        | 1     | 2     | --       | --          | .333  | 194   | 40.0     | 51       | 0           | 22       | --    | 4        | 12       | 2     | 0        | 38    | 32       | 7.20     | 1.83    |
| 1938春    | 阪急          | 4     | 4     | 3     | 1     | 0        | 2     | 1     | --       | --          | .667  | 112   | 29.1     | 16       | 0           | 6        | --    | 0        | 9        | 1     | 0        | 4     | 3        | 0.92     | 0.75    |
| 1938秋    | 阪急          | 10    | 7     | 4     | 0     | 0        | 4     | 2     | --       | --          | .667  | 297   | 70.1     | 51       | 0           | 32       | --    | 2        | 19       | 0     | 0        | 28    | 22       | 2.82     | 1.18    |
| 1939      | 阪急          | 33    | 23    | 13    | 2     | 0        | 13    | 12    | --       | --          | .520  | 809   | 199.2    | 152      | 4           | 66       | --    | 3        | 70       | 4     | 0        | 68    | 48       | 2.16     | 1.09    |
| 1940      | 阪急          | 13    | 9     | 4     | 1     | 0        | 4     | 3     | --       | --          | .571  | 317   | 76.2     | 46       | 0           | 41       | --    | 1        | 24       | 1     | 0        | 26    | 12       | 1.41     | 1.13    |
| 1942      | 大洋軍 西鉄軍 | 19    | 11    | 3     | 0     | 0        | 3     | 4     | --       | --          | .429  | 343   | 85.2     | 55       | 5           | 34       | --    | 0        | 23       | 0     | 0        | 26    | 19       | 2.00     | 1.04    |
| 1943      | 大洋軍 西鉄軍 | 38    | 31    | 16    | 2     | 0        | 9     | 18    | --       | --          | .333  | 1079  | 250.2    | 177      | 5           | 156      | --    | 5        | 80       | 0     | 0        | 94    | 77       | 2.76     | 1.33    |
| 1947      | 金星          | 40    | 30    | 22    | 5     | 1        | 11    | 19    | --       | --          | .367  | 1166  | 274.0    | 248      | 6           | 113      | --    | 9        | 53       | 0     | 0        | 126   | 91       | 2.99     | 1.32    |
| 1950      | 西日本        | 34    | 25    | 6     | 0     | 0        | 7     | 16    | --       | --          | .304  | 725   | 155.2    | 194      | 19          | 58       | --    | 4        | 26       | 1     | 1        | 130   | 109      | 6.30     | 1.62    |
| 通算：9年 | 通算：9年     | 234   | 164   | 78    | 11    | 1        | 63    | 82    | --       | --          | .434  | 5742  | 1343.0   | 1103     | 42          | 633      | --    | 36       | 356      | 10    | 2        | 599   | 456      | 3.06     | 1.29    |

- 大洋軍は、1943年に西鉄軍に球団名を変更

### 背番号
- 22 （1936年 - 1940年）
- 20 （1942年 - 1943年）
- 18 （1947年）
- 14 （1950年）
- 35 （1952年）
- 40 （1953年）
- 30 （1954年 - 1959年）
- 60 （1960年 - 1969年）